# 天正日記 (内藤清成)
『天正日記』（てんしょうにっき）は、徳川家康の家臣・内藤清成が著したとされる日記形式の文書。天正18年（1590年）5月18日から11月にかけての記録で、徳川家康の江戸入府前後の状況を内容に含む。ただし、この文書は偽書説が「有力」ないし「定説」とされる。

## 解説
『天正日記』によれば、内藤清成は家康の江戸入りに先んじて江戸に派遣され、江戸城下の整備にあたったとされている。本文書は、家康の江戸入りの状況、あるいは当時の江戸を知る貴重な史料とされてきた。たとえば、天正18年（1590年）に大久保忠行（藤五郎、主水）が江戸に最初の上水である「小石川上水」を引いたことは本書の記述に拠る（神田上水参照）。
この文書は高遠藩主内藤家に秘蔵されたもので、栗原信充（1794年 - 1870年）が影写（写し書き）したものを入手した小宮山綏介（号は南梁、諱は昌玄。1830年 - 1896年）が、校訂と付註を施した上で、1883年（明治16年）に『校註天正日記』として刊行した。また『続々群書類従』巻五に「天正日記」として収録された。内藤家にあったという原本は現在に伝わっていない。

## 偽書説
『東京市史稿』編纂時に本書の信憑性が検討されたが、『東京市史稿 上水編第一』では、伝来状況がはっきりしないこと、同時代史料（『伊達政宗記録事蹟考記』『家忠日記』）との内容の齟齬や、使用されている語彙に疑義があることが指摘されている。
1925年（大正14年）に田中義成は著書『豊臣時代史』において一章を割き、『天正日記』を偽書と断じている。
伊東多三郎は「天正日記と仮名性理」（1964年）において『天正日記』を「用いてはならない書」として偽書説を強調し、無批判な引用が行われていることに苦言を呈した。一方、水江漣子は『江戸市中形成史の研究』（1977年）において、後年にさまざまな資料をもとに編纂されたと推測され、天正年間の事実ではないとしても、地名の由来などについては時代を下げれば妥当な記述もあるとし、一定の批判の上で資料価値を認める姿勢をとっている。